# Crested Butte
Crested Butte is een plaats (town) in de Amerikaanse staat Colorado, en valt bestuurlijk gezien onder Gunnison County.

## Demografie
Bij de volkstelling in 2000 werd het aantal inwoners vastgesteld op 1529.
In 2006 is het aantal inwoners door het United States Census Bureau geschat op 1554, een stijging van 25 (1,6%).

## Geografie
Volgens het United States Census Bureau beslaat de plaats een oppervlakte van
1,8 km², geheel bestaande uit land. Crested Butte ligt op ongeveer 2720 m boven zeeniveau.

## Plaatsen in de nabije omgeving
De onderstaande figuur toont nabijgelegen plaatsen in een straal van 40 km rond Crested Butte.